# スシ・プジアストゥティ
スシ・プジアストゥティ（Susi Pudjiastuti、1965年1月15日 - ）は、インドネシアの政治家。ジョコ内閣の下で第6代海洋水産大臣を務めた。

## 人物
1965年1月15日、西ジャワのパンガンダランにて、父Haji Ahmad Karlanと母Hajjah Suwuh Lasminahの間に生まれた。スシ自身はジャワ人だが一族の大部分はスンダ族で、5世代に渡ってパンガンダランに住み続けている。彼女の一族は主に不動産や畜産業で生計を立てていた。
中学校卒業後、ジョグジャカルタ市の高校に進学したが、ゴルカルへの抗議活動に参加したため退学処分を受けた。このため、後年の大臣就任時には高等教育を終えたことのない最初のインドネシアの大臣となった。彼女は政府の大臣になった後、高校の後期プログラムに入学し、2018年に正式に卒業した。
元夫（現在は離婚）との間には3人の子供がいる。長男は心不全のためフロリダで2016年1月31日に死亡した。入れ墨をしており、喫煙者である。

## 起業家として
1983年、故郷パンガンダランで水産物の卸売業を始め、起業家としてのキャリアに着手した。彼女の会社は順調に業績を伸ばし、1996年には輸出用のロブスターを専門に取り扱う「ASSI Pudjiastuti Marine Product」という名前の水産加工工場へと発展した。
水産加工品を新鮮なうちに素早く輸送するため、新たに航空輸送業にも着手。 2004年にセスナ 208を取得し、PT ASI Pudijastuti Aviationを設立した。セスナはコールサイン "Susi Air"を与えられ、新鮮なインドネシアのシーフードをジャカルタなど国内の都市部やシンガポール、香港、日本など海外に輸送するために使用された。
2004年のスマトラ沖地震では、会社所有のセスナ2機で孤立地域の被災者に食料を供給した。この期間中、Susi Airは人道的救援活動のためにNGOによってアチェで定期運行がなされた。NGO活動から得た収入を用いて新しい航空機を購入し、パプア州とカリマンタンを結ぶ航路を新たに開いた。 Susi Airは現在、アジア太平洋地域におけるセスナの最大運航会社である。

## 政治家として
2014年10月26日、ジョコ・ウィドド大統領は、2014-2019年の組閣において、スシを海洋水産大臣に任命した。大臣就任前に、彼女はPT ASI Pudjiastuti Marine ProductとPT ASI Pudjiastuti Aviationの社長を辞任した。
スシの就任前、インドネシアでは外国船による違法操業が深刻な問題となっていた。彼女は何百もの外国の漁船を砲撃し、拿捕した漁船を爆破した。就任以来、インドネシアの海域で違法操業していた10,000隻の外国漁船の大部分は姿を消した。この甲斐あって、2013年から2017年にかけてインドネシアの漁獲高はそれ以前の2倍以上に増加した。
2016年9月16日、世界自然保護基金はインドネシア漁業の持続可能な開発と海洋生態系保全のための努力、そしてインドネシア海域における違法漁業に対する努力を称えLiving Planet Awardを授与した。